# 腎小球系膜

腎小體。整個結構是腎小體。藍色的結構(A)是鮑氏囊(2和3).粉紅色的結構是腎小球及其毛細管。在左側，血液從入球小動脈流入(9)，通過毛細管(10)，並從出球小動脈(11)流出。腎小球系膜為粉紅色結構位於腎小球內毛細管之間(5a腎小球內系膜細胞/)並向外延伸出腎小球(5b/腎小球外系膜细胞).

腎小球系膜（mesangium、系膜、環間膜）是與毛細管相關聯的結構位於腎臟的腎小球。連續著小動脈的平滑肌。位於毛細管腔(Lumen (anatomy))的外部，但被整個"毛細管叢集"圍繞。它是在毛細管(angis)叢集的中間位置(meso)。被"鮑氏囊的基底膜"(基底層)包含著，而此基底層圍繞着毛細管及腎小球系膜。
這個術語經常與系膜細胞(mesangial cell)互換使用，但在這種情況下具體指的是腎小球內系膜細胞(intraglomerular mesangial cell)。這些細胞是吞噬細胞及分泌被稱為"系膜基質"(mesangial matrix)的無定形"類基底膜"物質。它們通常地從毛細管內皮細胞的管腔分離開來。

## 外部連結
- eMedicine Dictionary上的Mesangium
- MCG生理学 7/7ch03/7ch03p12
- 道兰氏医学词典中的Mesangium